# 大安寺 (長沙市)
大安寺（だいあんじ）は、中華人民共和国湖南省長沙市雨花区跳馬鎮にある仏教寺院。またの名は新安寺という。

## 歴史
大安寺は清代に建立された。
中華人民共和国が成立した後、1952年、土地改革運動、跳馬鎮人民政府が寺院を解体した。1997年に新安寺の異地の再建が行われ、2004年に初歩的に完成し、対外開放されました。

## 主な住尼
- 釈悟心（主持）